# Christensonia vietnamica
Christensonia vietnamica är en orkidéart som beskrevs av Haager. Christensonia vietnamica ingår i släktet Christensonia och familjen orkidéer. Inga underarter finns listade i Catalogue of Life.